# Ирина Вукотић
Ирина Вукотић (Горњи Милановац, 2. мај 1976) српска је новинарка и водитељка.

## Биографија
Ирина је рођена у Горњем Милановцу 2. маја 1976. године. Основну школу и гимназију завршила је у Ужицу, још у школским данима је почела да ради на радију, била члан Народног позоришта из Ужица, тренирала одбојку и фолклор. Дипломирала је српски језик и књижевност на Филолошком факултету у Београду.
Своју професионалну водитељску каријеру започела је 2000. на Трећем каналу РТС-а, где је водила музичку емисију Додатно убрзање као и културно-информативни програм Мозаик. Пре гашења канала, прелази у продуцентску кућу Емошн где је водила Све за љубав. Године 2006. почиње да води емисије које су приказиване у склопу Великог брата, на којима ради и као уредник све до 2011. када напушта Емошн и прелази на Прву српску телевизију где почиње да води емисију Жене. Од октобра 2014. године води јутарњи програм тачно 9. Године 2016. прелази на Хепи телевизији где је водила Добро јутро Србијо са Миломиром Марићем. 2018. године је напустила Хепи и прешла на Пинк где води Ново јутро са Живорадом Жиком Николићем.
Била је удата за Саву Радовића водитеља и бившег учесника Великог Брата, са којим има ћерку Искру. Тада је била позната као Ирина Радовић. Пет година после развода вратила је своје девојачко презиме Вукотић.